# Karabin Sako TRG-21
Sako TRG-21 – fiński karabin wyborowy. 40 karabinów TRG-21 jest używane przez Siły Zbrojne Rzeczypospolitej Polskiej (np. 1 Pułk Specjalny Komandosów) oraz Policję pod oznaczeniem kbw SAKO TRG-21.

## Opis
Sako TRG-21 jest bronią powtarzalną, z zamkiem suwno-obrotowym, czterotaktowym.
Lufa samonośna, gwintowana o skoku gwintu równym 270 mm (skok prawoskrętny, czterobruzdowy). Na końcu lufy może być mocowane wielofunkcyjne urządzenie wylotowe lub tłumik dźwięku.
Zasilanie z magazynka o pojemności 10 nabojów.
Łoże wykonane z tworzywa sztucznego (poliuretanu). Kolba z regulowana poduszką podpoliczkową. Z przodu łoża może być montowany dwójnóg.
Broń mogła być wyposażona w szynę Picatinny (STANAG 2324).

## Użytkownicy
- Polska: Siły Zbrojne RP, Policja
- Serbia: Specjalna Brygada[2]